# Ломеллини, Аугусто
Аугусто Ломеллини (итал. Agostino Lomellini; Генуя,1709 — Генуя, 1791) — дож Генуэзской республики.

## Биография
Родился в Генуе в 1709 году. Учился в римском колледже Клементино, где изучал философию, теологию и математику. Среди его первых государственных должностей в Генуэзской республике был пост полномочного посла в Париже, позже он занимал подобные посты при дворах Неаполитанского королевства и герцогств Парма и Пьяченца.  
Был избран дожем 22 сентября 1760 года, 166-м в истории Генуи. Во время его правления  произошла отмена некоторых экономических санкций со стороны Испании, тормозивших генуэзскую торговлю.
Его мандат завершился 10 сентября 1762 года, после чего он занимал государственные должности в структуре управления Республикой, в частности, служил губернатором Корсики, но его управление островом было признано неэффективным.
Он умер в Генуе в 1791 году и был похоронен в церкви Санта-Мария-дель-Монте-Оливето.
Был женат на Клелии де Мари, проживал в своей вилле Ломеллини-Ростан, в которой в 1784 году обустроил роскошный английский сад, по проекту Эмануэле Андреа Тальяфичи. Среди гостей его дома были неаполитанский король Фердинанд I и его жена Мария Каролина Габсбург-Лотарингская.